# الحب الشرقي
الحب الشرقي (بالفارسية: مدار صفر درجه) مسلسل إيراني انتج سنة 2007. يتحدث المسلسل عن عبدالحسین سرداري الذي انقذ اليهود من اتون النازية في باريس ومنحهم الجواز الإيراني وساعدهم على اللجوء إلى السفارة الإيرانية في فرنسا.

## ملخص المسلسل
كانت باريس إبان الحرب العالمية الثانية مسرحا خصبا يلتقي فيه الحب والحرب والتاريخ والسياسة، فقد كانت تشهد في ليلها ونهارها الحرب المتجهمة وصور الحب المتبسمة وهي ما بين أحداث الحرب والحب كانت تشعر بولادة حدث أهم ألا وهو ظهور الصهيونية المقيتة التي أخذت تنشب مخالبها في أرض فلسطين الحبيبة، في تلك الأيام كان «حبيب بارسا» قادما من إيران لإكمال دراسته في فرع الفلسفة بجامعة باريس ليصوّر لنا مسلسلا جديرا بالمتابعة من خلال أحداثه الشيّقة.

## روابط خارجية
- الحب الشرقي على موقع IMDb (الإنجليزية)
- الحب الشرقي على موقع كينوبويسك (الروسية)
- الحب الشرقي على موقع ألو سيني (الفرنسية)
- الحب الشرقي على موقع قاعدة بيانات الفيلم (الإنجليزية)